# Lake City (Míchigan)
Lake City es una ciudad ubicada en el condado de Missaukee en el estado estadounidense de Míchigan. En el Censo de 2010 tenía una población de 836 habitantes y una densidad poblacional de 308 personas por km².

## Geografía
Lake City se encuentra ubicada en las coordenadas 44°19′47″N 85°12′31″O / 44.32972, -85.20861. Según la Oficina del Censo de los Estados Unidos, Lake City tiene una superficie total de 2.71 km², de la cual 2.71 km² corresponden a tierra firme y (0%) 0 km² es agua.

## Demografía
Según el censo de 2010, había 836 personas residiendo en Lake City. La densidad de población era de 308 hab./km². De los 836 habitantes, Lake City estaba compuesto por el 95.22% blancos, el 1.2% eran afroamericanos, el 1.67% eran amerindios, el 0.72% eran asiáticos, el 0% eran isleños del Pacífico, el 0% eran de otras razas y el 1.2% pertenecían a dos o más razas. Del total de la población el 2.87% eran hispanos o latinos de cualquier raza.